# Jovine Livade
Jovine Livade (en serbe cyrillique : Јовине Ливаде) est un village de Serbie situé dans la municipalité de Prokuplje, district de Toplica. Au recensement de 2011, il comptait 14 habitants.

## Démographie
| 1948 | 1953 | 1961 | 1971 | 1981 | 1991 | 2002 | 2011 |
| ---- | ---- | ---- | ---- | ---- | ---- | ---- | ---- |
| 66   | 86   | 52   | 42   | 39   | 19   | 11   | 14   |

|  |